# Sheila Armstrong (tennis)
Pour les articles homonymes, voir Sheila Armstrong et Armstrong.
Sheila Armstrong-Brown, née près de Manchester dans le District métropolitain de Tameside le 4 juillet 1939 et morte à Nottingham en janvier 1979., est une joueuse de tennis britannique.

## Biographie
Elle remporte le Tournoi de Wimbledon 1955 junior, battant en finale la Française Béatrice de Chambure.
Elle atteint les huitièmes de finale du championnat de tennis d'Australie 1956, du tournoi de Wimbledon 1957 et du championnat national de tennis des États-Unis 1957.